# Fabienne Burckel
 (octobre 2010).
Si vous disposez d'ouvrages ou d'articles de référence ou si vous connaissez des sites web de qualité traitant du thème abordé ici, merci de compléter l'article en donnant les références utiles à sa vérifiabilité et en les liant à la section « Notes et références ».
Fabienne Burckel de Tell, née Fabienne Johanet le 17 septembre 1958 à Neuilly-sur-Seine, est une artiste qui travaille dans le domaine de l'illustration pour les livres d'enfants. Elle a également écrit certains textes pour ses illustrations, travaillé pour des magazines et donne des cours de dessin aux ateliers du Carrousel.

## Liste des œuvres (non complète)
- Grand-mère avait connu la guerre, Seuil jeunesse, 1994.
- Les hirondelles sont revenues, Seuil jeunesse, 1996.
- Le fantôme de Shanghaï, Seuil jeunesse, 1998.
- Souvenirs de Bretagne, Seuil jeunesse, 2001.
- Le monde de Lucien, Seuil jeunesse, 2002.
- La maison de George Sand à Nohan, édition du patrimoine, 2004.
- Une journée sans Max, Seuil jeunesse, 2004.
- Une si jolie rencontre, Seuil jeunesse, 2006.

## Distinction
Fabienne Burckel reçoit le Prix Goncourt édition jeunesse avec son collaborateur en 1999 pour Le fantôme de Shanghaï.